# Campionati italiani assoluti di scherma
Campionati italiani assoluti di scherma sono i campionati nazionali organizzati dalla Federazione Italiana Scherma dal 1906. Nel 1941 subentrarono anche i giochi a squadre.
Al 2025 si sono tenute 107 edizioni.

## Titoli
- Fioretto: Uomini dal 1906, donne dal 1928
- Sciabola: Uomini dal 1906, donne dal 1999
- Spada: Uomini dal 1906, donne dal 1988

## Albi d'oro

### Albo d'oro individuale
| Anno | Fioretto                 | Fioretto         | Sciabola         | Sciabola      | Spada              | Spada           |
| Anno | Uomini                   | Donne            | Uomini           | Donne         | Uomini             | Donne           |
| ---- | ------------------------ | ---------------- | ---------------- | ------------- | ------------------ | --------------- |
| 1906 | Cagiati                  | –                | Pietrasanta      | –             | Mangiarotti G.     | –               |
| 1907 | Diana                    | –                | Pirzio Biroli    | –             | Mangiarotti G. (2) | –               |
| 1908 | Mangiarotti G.           | –                | Ceccherini       | –             | Mangiarotti G. (3) | –               |
| 1909 | Pirzio Biroli            | –                | A. Rota          | –             | Ceccherini         | –               |
| 1910 | Alaimo                   | –                | Biondi           | –             | Negro              | –               |
| 1911 | Alaimo (2)               | –                | –                |               | Cagiati            | –               |
| 1912 | Non disputati            | Non disputati    | Non disputati    | Non disputati | Non disputati      | Non disputati   |
| 1913 | Non disputati            | Non disputati    | Non disputati    | Non disputati | Non disputati      | Non disputati   |
| 1914 | Castorina                | –                | Tornei           | –             | Gazzarini          | –               |
| 1915 | Non disputati            | Non disputati    | Non disputati    | Non disputati | Non disputati      | Non disputati   |
| 1916 | Non disputati            | Non disputati    | Non disputati    | Non disputati | Non disputati      | Non disputati   |
| 1917 | Non disputati            | Non disputati    | Non disputati    | Non disputati | Non disputati      | Non disputati   |
| 1918 | Non disputati            | Non disputati    | Non disputati    | Non disputati | Non disputati      | Non disputati   |
| 1919 | Non disputati            | Non disputati    | Non disputati    | Non disputati | Non disputati      | Non disputati   |
| 1920 | Nadi                     | –                | Lanza            | –             | Thaon di Revel     | –               |
| 1921 | Puliti                   | –                | Puliti           | –             | Thaon di Revel (2) | –               |
| 1922 | Belloni                  | –                | Puliti (2)       | –             | Basletta           | –               |
| 1923 | Puliti (2)               | –                | Puliti (3)       | –             | Spigaroli          | –               |
| 1923 | Non disputati            | Non disputati    | Non disputati    | Non disputati | Non disputati      | Non disputati   |
| 1925 | Guaragna                 | –                | Sarrocchi        | –             | Minoli             | –               |
| 1926 | Carniel                  | –                | Sarrocchi (2)    | –             | Ragno              | –               |
| 1927 | Pignotti                 | –                | Sarrocchi (3)    | –             | Riccardi           | –               |
| 1928 | Guaragna (2)             | Cerani           | De Vecchi        | –             | Riccardi (2)       | –               |
| 1929 | Guaragna (3)             | Schwaiger        | Anselmi          | –             | Riccardi (3)       | –               |
| 1930 | Girace                   | Schwaiger (2)    | Anselmi (2)      | –             | Agostoni           | –               |
| 1931 | Guaragna (4)             | Schwaiger (3)    | Pignotti         | –             | Agostoni (2)       | –               |
| 1932 | –                        | Schwaiger (4)    | –                | –             | –                  | –               |
| 1933 | Guaragna (5)             | Cerani (2)       | Marzi            | –             | Ragno (2)          | –               |
| 1934 | Guaragna (6)             | Schwaiger (5)    | Marzi (2)        | –             | Ragno (3)          | –               |
| 1935 | Bocchino                 | Biagini          | Montano A.       | –             | Ragno (4)          | –               |
| 1936 | Guaragna (7)             | Biagini (2)      | Pinton           | –             | Mangiarotti D.     | –               |
| 1937 | Purcaro                  | Biagini (3)      | Perenno          | –             | Visconti           | –               |
| 1938 | Bocchino (2)             | Biagini (4)      | Gaudini          | –             | Mangiarotti D. (2) | –               |
| 1939 | Verratti                 | Cesari           | Pinton (2)       | –             | Ragno (5)          | –               |
| 1940 | Bocchino (3)             | Cesari (2)       | Pinton (3)       | –             | Mangiarotti D. (3) | –               |
| 1941 | –                        | Cesari (3)       | Filogamo         | –             | Agostoni (3)       | –               |
| 1942 | Di Rosa                  | Cei              | Montano A. (2)   | –             | Battaglia          | –               |
| 1943 | Angelini                 | Velasco          | De Martino       | –             | Battaglia (2)      | –               |
| 1944 | –                        | –                | Bevini           | –             | –                  | –               |
| 1945 | Non disputati            | Non disputati    | Non disputati    | Non disputati | Non disputati      | Non disputati   |
| 1946 | Marzi                    | Cesari (4)       | Masciotta        | –             | Mangiarotti D. (4) | –               |
| 1947 | Nostini G.               | Strukel          | Pinton (4)       | –             | Mangiarotti E.     | –               |
| 1948 | Non disputati            | Non disputati    | Non disputati    | Non disputati | Non disputati      | Non disputati   |
| 1949 | Nostini G. (2)           | Strukel (2)      | Darè             |               | Spallino           | –               |
| 1950 | Pellini                  | Strukel (3)      | Ferrari          | –             | Mangiarotti E. (2) | –               |
| 1951 | Bergamini Mangiarotti E. | Zanelli          | Pinton (5)       | –             | Mangiarotti D. (5) | –               |
| 1952 | Non disputati            | Non disputati    | Non disputati    | Non disputati | Non disputati      | Non disputati   |
| 1953 | Nostini R.               | Camber           | Ferrari (2)      | –             | Mangiarotti D. (6) | –               |
| 1954 | Mangiarotti E. (2)       | Camber (2)       | Ferrari (3)      | –             | Anglesio           | –               |
| 1955 | Mangiarotti E. (3)       | Colombetti       | Ferrari (4)      | –             | Mangiarotti E. (3) | –               |
| 1956 | Non disputati            | Non disputati    | Non disputati    | Non disputati | Non disputati      | Non disputati   |
| 1957 | Mangiarotti E. (4)       | Predaroli        | Ferrari (5)      | –             | Pavesi             | –               |
| 1958 | Spallino                 | Colombetti (2)   | Chicca           | –             | Pavesi (2)         | –               |
| 1959 | Aureggi                  | Colombetti (3)   | Narduzzi         | –             | Delfino            | –               |
| 1960 | Curletto                 | Ragno            | Chicca (2)       | –             | Delfino (2)        | –               |
| 1961 | Vaselli                  | Ragno (2)        | Calarese         | –             | Saccaro            | –               |
| 1962 | Curletto (2)             | Ragno (3)        | Ferrari (6)      | –             | Delfino (3)        | –               |
| 1963 | Vaselli (2)              | Sanguinetti      | Calarese (2)     | –             | Delfino (4)        | –               |
| 1964 | Granieri                 | Ragno (4)        | Salvadori        | –             | Paolucci           | –               |
| 1965 | La Ragione               | Ragno (5)        | Chicca (3)       | –             | Breda              | –               |
| 1966 | Granieri (2)             | Lorenzoni        | Salvadori (2)    | –             | Breda (2)          | –               |
| 1967 | Granieri (3)             | Masciotta        | Salvadori (3)    | –             | Chiari             | –               |
| 1968 | Pinelli A.               | Ragno (6)        | Rigoli           | –             | Francesconi        | –               |
| 1969 | Pinelli A. (2)           | Ragno (7)        | Calanchini       | –             | Testoni            | –               |
| 1970 | Granieri (4)             | Lorenzoni (2)    | Salvadori (4)    | –             | Cipriani           | –               |
| 1971 | Montano C.               | Ragno (8)        | Maffei           | –             | Francesconi (2)    | –               |
| 1972 | Simoncelli S.            | Ragno (9)        | Montano M.T.     | –             | Saccaro (2)        | –               |
| 1973 | Pinelli M.               | Collino          | Montano M.A.     | –             | Bertinetti         | –               |
| 1974 | Coletti                  | Lorenzoni (3)    | Montano M.A. (2) | –             | Bellone            | –               |
| 1975 | Calatroni                | Caglioni         | Montano M.A. (3) | –             | Granieri           | –               |
| 1976 | Simoncelli S.            | Lorenzoni (4)    | Maffei (2)       | –             | Granieri (2)       | –               |
| 1977 | Montano C. (2)           | Sparaciari       | Montano M.T. (2) | –             | Carlo Romanelli    | –               |
| 1978 | Montano C. (3)           | Caglioni (2)     | Maffei (3)       | –             | Bellone (2)        | –               |
| 1979 | Numa                     | Batazzi          | Montano M.A. (4) | –             | Bellone (3)        | –               |
| 1980 | Scuri                    | Mochi            | Maffei (4)       | –             | Mazzoni            | –               |
| 1981 | Numa (2)                 | Sparaciari (2)   | Meglio           | –             | Andreoli           | –               |
| 1982 | Cervi                    | Vaccaroni        | Dalla Barba      | –             | Cozzi              | –               |
| 1983 | Numa (3)                 | Zalaffi          | Marin            | –             | Resegotti          | –               |
| 1984 | Numa (4)                 | Gandolfi         | Dalla Barba (2)  | –             | Bellone            | –               |
| 1985 | Numa (5)                 | Zalaffi (2)      | Marin (2)        | –             | Bellone (5)        | Amendolara      |
| 1986 | Borella                  | Trillini         | Scalzo           | –             | Bermond            | Gardini         |
| 1987 | Numa (6)                 | Zalaffi (3)      | Meglio (2)       | –             | Cuomo S.           | Foschi          |
| 1988 | Cipressa                 | Zalaffi (4)      | Scalzo (2)       | –             | Cuomo S. (2)       | Uga             |
| 1989 | Numa (7)                 | Bianchedi        | Terenzi          | –             | Pantano            | Uga (2)         |
| 1990 | Vitalesta                | Traversa         | Scalzo (3)       | –             | Cuomo S. (3)       | Uga (3)         |
| 1991 | Arpino                   | Zalaffi (5)      | Scalzo (4)       | –             | Mazzoni (2)        | Giolito         |
| 1992 | Puccini                  | Vezzali          | Meglio (3)       | –             | Bovis              | Uga (4)         |
| 1993 | Puccini (2)              | Zalaffi (6)      | Terenzi (2)      | –             | Randazzo           | Chiesa          |
| 1994 | Puccini (3)              | Vezzali (2)      | Tarantino        | –             | Resegotti (2)      | Uga (5)         |
| 1995 | Puccini (4)              | Vezzali (3)      | Terenzi (3)      | –             | Di Russo           | Uga (6)         |
| 1996 | Taddei                   | Vezzali (4)      | Terenzi (4)      | –             | Randazzo (2)       | Zalaffi         |
| 1997 | Magni                    | Vezzali (5)      | Terenzi (5)      | –             | Cuomo S. (4)       | Ferni           |
| 1998 | Zennaro                  | Vezzali (6)      | Tarantino (2)    | –             | Rota               | Uga (7)         |
| 1999 | Sanzo                    | Vezzali (7)      | Terenzi (6)      | Ferraro       | Rota (2)           | Cascioli        |
| 2000 | Amore                    | Vezzali (8)      | Caserta          | Marzocca      | Confalonieri       | Castrucci       |
| 2001 | Pierucci                 | Vezzali (9)      | Montano A.       | Bianco        | Rota (3)           | Rinaldi         |
| 2002 | Cassarà                  | Trillini (2)     | Pastore          | Marzocca (2)  | Mazzone            | Lualdi          |
| 2003 | Sanzo (2)                | Vezzali (10)     | Montano A. (2)   | Bianco (2)    | Rota (4)           | Uga (8)         |
| 2004 | Zennaro (2)              | Vezzali (11)     | Tarantino (3)    | Lucchino      | Resegotti (3)      | Cascioli (2)    |
| 2005 | Sanzo (3)                | Pigliapoco       | Montano A. (3)   | Lucchino (2)  | Carozzo            | Moellhausen     |
| 2006 | Simoncelli L.            | Vezzali (12)     | Tarantino (4)    | Bianco (3)    | Bossalini          | Moellhausen (2) |
| 2007 | Baldini                  | Salvatori        | Montano A. (4)   | Lucchino (3)  | Confalonieri (2)   | Boscarelli      |
| 2008 | Cassarà (2)              | Vezzali (13)     | Tarantino (5)    | Tricarico     | Confalonieri (3)   | Muroni          |
| 2009 | Barrera                  | Vezzali (14)     | Tarantino (6)    | Marzocca (3)  | Bollati            | Cascioli (3)    |
| 2010 | Barrera (2)              | Di Francisca     | Montano A. (5)   | Bianco (4)    | Confalonieri (4)   | Navarria        |
| 2011 | Luperi                   | Di Francisca (2) | Montano A. (6)   | Marzocca (4)  | Tagliariol         | Del Carretto    |
| 2012 | Luperi (2)               | Vezzali (15)     | Occhiuzzi        | Marzocca (5)  | Pizzo              | Navarria (2)    |
| 2013 | Foconi                   | Errigo           | Miracco          | Marzocca (6)  | Carozzo S.         | Fiamingo        |
| 2014 | Baldini (2)              | Batini           | Berrè            | Vecchi        | Pizzo (2)          | Boscarelli      |
| 2015 | Garozzo D.               | Di Francisca (3) | Berrè (2)        | Gregorio      | Garozzo E.         | Fiamingo (2)    |
| 2016 | Cassarà (3)              | Di Francisca (4) | Samele           | Criscio       | Bruttini           | Navarria (3)    |
| 2017 | Foconi (2)               | Batini (2)       | Berrè (3)        | Mormile       | Fichera            | Marzani         |
| 2018 | Ingargiola               | Volpi            | Berrè (4)        | Ciaraglia     | Fichera (2)        | Fiamingo (3)    |
| 2019 | Cassarà (4)              | Volpi (2)        | Samele (2)       | Ciaraglia (2) | Russo              | Isola           |
| 2020 | Non disputati            | Non disputati    | Non disputati    | Non disputati | Non disputati      | Non disputati   |
| 2021 | Garozzo D. (2)           | Volpi (3)        | Samele (3)       | Gregorio (2)  | Pizzo (3)          | Rizzi           |
| 2022 | Rosatelli                | Mancini          | Samele (4)       | Vecchi (2)    | Vismara            | Isola (2)       |
| 2023 | Foconi (3)               | Palumbo          | Nuccio           | Gregorio (3)  | Cuomo V.           | Navarria (4)    |
| 2024 | Foconi (4)               | Palumbo (2)      | Curatoli         | Battiston     | Piatti             | Rizzi (2)       |
| 2025 | Bianchi                  | Sinigalia        | Reale            | Gargano       | Leporati           | Rizzi (3)       |

### Albo d'oro a squadre
| Anno | Fioretto                   | Fioretto                     | Sciabola                  | Sciabola                 | Spada                                     | Spada                    |
| Anno | Uomini                     | Donne                        | Uomini                    | Donne                    | Uomini                                    | Donne                    |
| ---- | -------------------------- | ---------------------------- | ------------------------- | ------------------------ | ----------------------------------------- | ------------------------ |
| 1941 | –                          | Ginnastica Triestina         | –                         | –                        | –                                         | –                        |
| 1942 | –                          | Ginnastica Triestina (2)     | –                         | –                        | –                                         | –                        |
| 1943 | –                          | Guf – Circolo Scherma Torino | –                         | –                        | –                                         | –                        |
| 1944 | Non disputati              | Non disputati                | Non disputati             | Non disputati            | Non disputati                             | Non disputati            |
| 1945 | Non disputati              | Non disputati                | Non disputati             | Non disputati            | Non disputati                             | Non disputati            |
| 1946 | Non disputati              | Non disputati                | Non disputati             | Non disputati            | Non disputati                             | Non disputati            |
| 1947 | Non disputati              | Non disputati                | Non disputati             | Non disputati            | Non disputati                             | Non disputati            |
| 1948 | Non disputati              | Non disputati                | Non disputati             | Non disputati            | Non disputati                             | Non disputati            |
| 1949 | Non disputati              | Non disputati                | Non disputati             | Non disputati            | Non disputati                             | Non disputati            |
| 1950 | C.S. Pessina Roma          | Ginnastica Triestina (3)     | Circolo Spada Venezia     | –                        | Mangiarotti Milano                        | –                        |
| 1951 | Cassa Risparmio Milano     | Marina Mercantile Trieste    | Sala Stadio Roma          | –                        | Giardino Milano                           | –                        |
| 1952 | Non disputati              | Non disputati                | Non disputati             | Non disputati            | Non disputati                             | Non disputati            |
| 1953 | Circolo Scherma Fides      | Ginnastica Triestina (4)     | Circolo Spada Venezia (2) | –                        | CUS Torino                                | –                        |
| 1954 | C.S. Pessina Roma (2)      | Giardino Milano              | C.S. Pessina Roma         | –                        | CUS Torino (2)                            | –                        |
| 1955 | Non disputati              | Non disputati                | Non disputati             | Non disputati            | Non disputati                             | Non disputati            |
| 1956 | Non disputati              | Non disputati                | Non disputati             | Non disputati            | Non disputati                             | Non disputati            |
| 1957 | Giardino Milano            | Cassa Risparmio Milano       | Club Scherma Torino       | –                        | Club Scherma Torino                       | –                        |
| 1958 | Cassa Risparmio Milano (2) | Club Scherma Torino          | S.S. Lazio Roma           | –                        | Giardino Milano (2)                       | –                        |
| 1959 | Circolo Scherma Fides (2)  | Giardino Milano (2)          | C.S. Pessina Roma (2)     | –                        | Giardino Milano (3)                       | –                        |
| 1960 | Non disputati              | Non disputati                | Non disputati             | Non disputati            | Non disputati                             | Non disputati            |
| 1961 | Circolo Scherma Fides (3)  | Club Scherma Torino (2)      | Club Scherma Torino (2)   | –                        | Giardino Milano (4)                       | –                        |
| 1962 | Cassa Risparmio Milano (3) | Amatori Genova               | Club Scherma Roma         | –                        | Giardino Milano (5)                       | –                        |
| 1963 | Cassa Risparmio Milano (4) | Club Scherma Torino (3)      | C.S. Salerno (3)          | –                        | Club Scherma Torino (2)                   | –                        |
| 1964 | Circolo Scherma Fides (4)  | Club Scherma Torino (4)      | Club Scherma Torino (4)   | –                        | Giardino Milano (6)                       | –                        |
| 1965 | Circolo Scherma Fides (5)  | Club Scherma Torino (5)      | Club Scherma Torino (5)   | –                        | Club Scherma Torino (3)                   | –                        |
| 1966 | Posillipo Napoli           | Club Scherma Torino (6)      | Club Scherma Torino (6)   | –                        | Giardino Milano (7)                       | –                        |
| 1967 | Club Scherma Torino        | Club Scherma Torino (7)      | Circolo Scherma Fides     | –                        | Club Scherma Torino (4)                   | –                        |
| 1968 | Non disputati              | Non disputati                | Non disputati             | Non disputati            | Non disputati                             | Non disputati            |
| 1969 | Club Scherma Torino (2)    | Club Scherma Torino (8)      | Giardino Milano           | –                        | Giardino Milano (8)                       | –                        |
| 1970 | Club Scherma Roma          | Club Scherma Roma            | CUS Napoli                | –                        | Giardino Milano (9)                       | –                        |
| 1971 | C.S. Carabinieri           | Club Scherma Roma (2)        | Club Scherma Roma (2)     | –                        | Giardino Milano (10)                      | –                        |
| 1972 | Non disputati              | Non disputati                | Non disputati             | Non disputati            | Non disputati                             | Non disputati            |
| 1973 | C.S. Carabinieri (2)       | Club Scherma Torino (9)      | C.S. Carabinieri          | –                        | Giardino Milano (11)                      | –                        |
| 1974 | Petrarca Padova            | Cassa Risparmio Milano       | C.S. Carabinieri (2)      | –                        | Mangiarotti Milano (2)                    | –                        |
| 1975 | Club Scherma Torino (3)    | Club Scherma Torino (10)     | C.S. Carabinieri (3)      | –                        | Giardino Milano (12)                      | –                        |
| 1976 | Non disputati              | Non disputati                | Non disputati             | Non disputati            | Non disputati                             | Non disputati            |
| 1977 | Circolo Scherma Mestre     | Club Scherma Jesi            | CUS Napoli (2)            | –                        | Mangiarotti Milano (3)                    | –                        |
| 1978 | Circolo Scherma Mestre (2) | Circolo Scherma Mestre       | CUS Napoli (3)            | –                        | Mangiarotti Milano (4)                    | –                        |
| 1979 | Circolo Scherma Mestre (3) | Club Scherma Roma (3)        | Aeronautica Militare      | –                        | Mangiarotti Milano (5)                    | –                        |
| 1980 | C.S. Carabinieri (3)       | Club Scherma Roma (4)        | CUS Napoli (4)            | –                        | Giardino Milano (13)                      | –                        |
| 1981 | C.S. Carabinieri (4)       | Club Scherma Roma (5)        | CUS Napoli (5)            | –                        | Giardino Milano (14)                      | –                        |
| 1982 | C.S. Carabinieri (5)       | Club Scherma Roma (6)        | Fiamme Oro                | –                        | Giardino Milano (15)                      | –                        |
| 1983 | C.S. Carabinieri (6)       | Club Scherma Roma (7)        | Fiamme Oro (2)            | –                        | Giardino Milano (16)                      | –                        |
| 1984 | C.S. Carabinieri (7)       | Club Scherma Roma (8)        | Fiamme Oro (3)            | –                        | Pro Vercelli                              | –                        |
| 1985 | Fiamme Oro                 | Club Scherma Roma (9)        | Fiamme Oro (4)            | –                        | Fiamme Oro                                | –                        |
| 1986 | Fiamme Oro (2)             | Club Scherma Roma (10)       | Fiamme Oro (5)            | –                        | C.S. Carabinieri                          | –                        |
| 1987 | Fiamme Oro (3)             | Club Scherma Jesi (2)        | Fiamme Oro (6)            | –                        | Fiamme Oro (2)                            | –                        |
| 1988 | Fiamme Oro (4)             | Club Scherma Roma (11)       | Fiamme Oro (7)            | –                        | Fiamme Oro (3)                            | Mangiarotti Milano       |
| 1989 | Fiamme Oro (5)             | Giardino Milano (2)          | Fiamme Oro (8)            | –                        | Fiamme Oro (4)                            | Club Scherma Jesi        |
| 1990 | Fiamme Oro (6)             | Giardino Milano (3)          | Fiamme Oro (9)            | –                        | C.S. Carabinieri (2)                      | A.S.C. Cocciano          |
| 1991 | Fiamme Oro (7)             | Club Scherma Jesi (3)        | Fiamme Oro (10)           | –                        | Fiamme Oro (5)                            | Club Scherma Jesi (2)    |
| 1992 | C.S. Carabinieri (8)       | Giardino Milano (4)          | Fiamme Oro (11)           | –                        | Fiamme Oro (6)                            | Pro Vercelli             |
| 1993 | Fiamme Oro (8)             | Circolo Scherma Mestre (2)   | Fiamme Oro (12)           | –                        | Fiamme Oro (7)                            | Pro Vercelli (2)         |
| 1994 | Fiamme Oro (9)             | Club Scherma Jesi (4)        | Fiamme Oro (13)           | –                        | C.S. Carabinieri (3)                      | Pro Vercelli (3)         |
| 1995 | C.S. Carabinieri (9)       | Club Scherma Jesi (5)        | C.S. Carabinieri (4)      | –                        | Fiamme Oro (8)                            | Pro Vercelli (4)         |
| 1996 | C.S. Carabinieri (10)      | Club Scherma Jesi (6)        | C.S. Carabinieri (5)      | –                        | Fiamme Oro (9)                            | Giardino Milano          |
| 1997 | C.S. Carabinieri (11)      | Club Scherma Jesi (7)        | C.S. Carabinieri (6)      | –                        | C.S. Carabinieri (4)                      | Giardino Milano (2)      |
| 1998 | C.S. Carabinieri (12)      | Club Scherma Jesi (8)        | C.S. Carabinieri (7)      | –                        | C.S. Carabinieri (5)                      | Giardino Milano (3)      |
| 1999 | Fiamme Oro (10)            | Fiamme Oro                   | C.S. Carabinieri (8)      | U.S. Pisascherma         | C.S. Carabinieri (6)                      | Fiamme Oro               |
| 2000 | C.S. Carabinieri (13)      | Fiamme Oro (2)               | C.S. Carabinieri (9)      | Petrarca Padova          | C.S. Carabinieri (7)                      | Fiamme Oro (2)           |
| 2001 | C.S. Carabinieri (14)      | G.S. Forestale               | C.S. Carabinieri (10)     | U.S. Pisascherma (2)     | C.S. Carabinieri (8)                      | G.S. Forestale           |
| 2002 | Fiamme Oro (11)            | Fiamme Oro (3)               | C.S. Carabinieri (11)     | Posillipo Napoli         | C.S. Carabinieri (9)                      | Fiamme Oro (3)           |
| 2003 | C.S. Carabinieri (15)      | G.S. Forestale (2)           | C.S. Carabinieri (12)     | Posillipo Napoli (2)     | C.S. Carabinieri (10)                     | Fiamme Oro (4)           |
| 2004 | C.S. Carabinieri (16)      | A.S. Frascati Cocciano       | C.S. Carabinieri (13)     | Posillipo Napoli (3)     | C.S. Carabinieri (11)                     | Giardino Milano (4)      |
| 2005 | C.S. Carabinieri (17)      | Club Scherma Jesi (9)        | C.S. Carabinieri (14)     | C.S. Salerno             | C.S. Carabinieri (12)                     | G.S. Forestale (2)       |
| 2006 | C.S. Carabinieri (18)      | G.S. Forestale (3)           | C.S. Carabinieri (15)     | C.S. Salerno (2)         | C.S. Carabinieri (13)                     | Fiamme Oro (5)           |
| 2007 | C.S. Carabinieri (19)      | Fiamme Oro (4)               | C.S. Carabinieri (16)     | Aeronautica Militare     | Fiamme Oro (10)                           | Fiamme Oro (6)           |
| 2008 | C.S. Carabinieri (20)      | Fiamme Oro (5)               | C.S. Carabinieri (17)     | Aeronautica Militare (2) | Aeronautica Militare                      | G.S. Forestale (3)       |
| 2009 | C.S. Carabinieri (21)      | Fiamme Oro (6)               | C.S. Carabinieri (18)     | C.S. Esercito            | C.S. Carabinieri (14)                     | Aeronautica Militare     |
| 2010 | Aeronautica Militare       | Fiamme Oro (7)               | C.S. Carabinieri (19)     | Aeronautica Militare (3) | C.S. Carabinieri (15)                     | G.S. Forestale (4)       |
| 2011 | Aeronautica Militare (2)   | G.S. Forestale (4)           | C.S. Carabinieri (20)     | C.S. Carabinieri         | Aeronautica Militare (2)                  | G.S. Forestale (5)       |
| 2012 | Aeronautica Militare (3)   | Fiamme Oro (8)               | C.S. Carabinieri (21)     | Aeronautica Militare (4) | C.S. Carabinieri (16)                     | G.S. Forestale (6)       |
| 2013 | Fiamme Oro (12)            | Fiamme Oro (9)               | Aeronautica Militare (2)  | Aeronautica Militare (5) | C.S. Carabinieri (17)                     | G.S. Forestale (7)       |
| 2014 | C.S. Carabinieri (22)      | Fiamme Oro (10)              | Fiamme Gialle             | Fiamme Gialle            | Fiamme Oro (11)                           | G.S. Forestale (8)       |
| 2015 | Aeronautica Militare (4)   | Fiamme Oro (11)              | Fiamme Gialle (2)         | Fiamme Gialle (2)        | Fiamme Oro (12)                           | C.S. Esercito            |
| 2016 | Fiamme Gialle              | G.S. Forestale (5)           | Fiamme Oro (14)           | C.S. Carabinieri (2)     | Aeronautica Militare (3)                  | Fiamme Oro (7)           |
| 2017 | Aeronautica Militare (5)   | Aeronautica Militare         | Fiamme Gialle (3)         | Fiamme Oro (3)           | Scherma CARIPLO Piccolo Teatro Milano     | Fiamme Oro (8)           |
| 2018 | Fiamme Gialle (2)          | Fiamme Oro (12)              | Fiamme Oro (15)           | C.S. Esercito (2)        | Scherma CARIPLO Piccolo Teatro Milano (2) | Fiamme Oro (9)           |
| 2019 | Fiamme Gialle (3)          | C.S. Carabinieri             | Fiamme Oro (16)           | Fiamme Oro (3)           | Fiamme Oro (13)                           | Fiamme Oro (10)          |
| 2020 | Non disputati              | Non disputati                | Non disputati             | Non disputati            | Non disputati                             | Non disputati            |
| 2021 | C.S. Carabinieri (23)      | C.S. Carabinieri (2)         | Fiamme Oro (17)           | Aeronautica Militare (6) | Fiamme Oro (14)                           | C.S. Esercito (2)        |
| 2022 | C.S. Carabinieri (24)      | Fiamme Oro (13)              | C.S. Esercito             | Fiamme Gialle (3)        | Fiamme Oro (15)                           | Fiamme Oro (11)          |
| 2023 | Frascati Scherma           | C.S. Carabinieri (3)         | Fiamme Gialle (4)         | Aeronautica Militare (7) | Fiamme Oro (16)                           | Aeronautica Militare (2) |
| 2024 | Fiamme Gialle (4)          | Fiamme Oro (14)              | Fiamme Oro (18)           | Fiamme Gialle (4)        | Fiamme Oro (17)                           | Aeronautica Militare (3) |
| 2025 | C.S. Carabinieri (25)      | Fiamme Oro (15)              | C.S. Carabinieri (22)     | Fiamme Oro (4)           | Fiamme Oro (18)                           | Fiamme Oro (12)          |